# فالكون 9 فول ثراست
فالكون 9 فول ثراست، (المعروف أيضًا باسم فالكون 9 في 1.2، مع النسخة 1 حتى النسخة 5) هي مركبة إطلاق متوسطة الرفع قابلة لإعادة الاستخدام جزئيًا، صُممت وصُنعت من قبل شركة سبيس إكس. صُمم صاروخ فالكون 9 فول ثراست خلال عامي 2014 و2015، وبدأت عمليات إطلاقه في ديسمبر 2015. اعتبارًا من 18 أغسطس 2020، نفذ فالكون 9 فول ثراست 71 عملية إطلاق.
في ديسمبر 2015، كانت نسخة فول ثراست من عائلة صواريخ فالكون 9 أول مركبة إطلاق في مسار مداري تهبط عموديًا بنجاح بمرحلتها الأولى قبل أن يجري استعادتها، بعد إجراء برنامج التطوير التكنولوجي بين عامي 2013 و2015. ابتُكرت بعض المتطلبات التكنولوجية المطلوبة، مثل أرجل الهبوط، باستعمال نسخة فالكون 9 في 1.1، لكنها لم تهبط بنجاح أبدًا. بدءًا من عام 2017، أُعيد استخدام معززات المرحلة الأولى المُستخدمة سابقًا لإطلاق حمولات جديدة إلى المدار. سرعان ما أصبح هذا أمرًا روتينيًا، ففي عامي 2018 و2019، أُعيد استخدام معززات مستعملة في أكثر من نصف مهمات فالكون 9.
يُعتبر صاروخ فالكون 9 فول ثراست تحسينًا كبيرًا لصاروخ فالكون 9 في 1.1 السابق، الذي أُطلِق في مهمته الأخيرة في يناير 2016. مع محركات المرحلة الأولى والثانية المحسّنة، وخزان الوقود الأكبر في المرحلة الثانية، وتقنية تكثيف الوقود، يمكن للمركبة أن تحمل حمولات كبيرة إلى مدار جغرافي ثابت وأن تؤدي هبوطًا باستخدام صواريخها.

## التصميم
كان الهدف الرئيسي للتصميم الجديد هو تسهيل إعادة استخدام الصاروخ المعزز في مجموعة أكبر من المهمات، بما في ذلك توصيل الأقمار الصناعية الكبيرة إلى مدار أرضي جغرافي متزامن.
مثل الإصدارات السابقة لفالكون 9، ومثل سلسلة صواريخ ساتورن من برنامج أبولو، فإن وجود العديد من المحركات في المرحلة الأولى يسمح بإكمال المهمة حتى إذا فشل أحد المحركات في منتصف الرحلة.

### تعديلات من فالكون 9 في 1.1
طُور الإصدار الثالث من فالكون 9 في عامي 2014 و2015 وأطلِق لأول مرة في ديسمبر 2015.  سُمي فالكون 9 فول ثراست في الأصل فالكون 9 القابل لإعادة الاستخدام أو فالكون 9 آر، وهو نسخة معدلة قابلة لإعادة الاستخدام من عائلة صواريخ فالكون 9 مع قدرات تتجاوز تلك الخاصة بفالكون 9 في 1.1، بما في ذلك القدرة على الهبوط بالمرحلة الأولى لمهام المدار الجغرافي الثابت الانتقالي (جي تي أوه) على متن سفينة عائمة آلية. صُمم الصاروخ باستخدام أنظمة وتكنولوجيا برمجيات طُورت كجزء من برنامج سبيس إكس لتطوير نظام إطلاق قابل لإعادة الاستخدام، بهدف تمكين إعادة الاستخدام السريع للمرحلتين الأولى –والثانية على المدى الطويل– الخاصة بمركبات الإطلاق التابعة للشركة. اختُبرت تقنيات مختلفة باستخدام صاروخ الجندب التجريبي، بالإضافة إلى العديد من الرحلات الجوية من لفالكون 9 في 1.1 الذي كانت تُجرى عليه اختبارات الهبوط المُتحكم بها.
في عام 2015، أجرت سبيس إكس عددًا من التعديلات على فالكون 9 في 1.1. كان الصاروخ الجديد معروفًا باسم فالكون 9 فول ثراست، ويُعرف أيضًا باسم فالكون 9 في 1.2، وفالكون 9 المُحسن، وفالكون 9 ذي الأداء الكامل، وفالكون 9 المُطور.